# 马金凤
马金凤（1922年11月—2022年5月29日），山东曹县人，中国豫剧表演艺术家，绰号“盖九州”，被称为国宝级豫剧大师，豫剧五大名旦之一，并获得“豫剧功勋杯”演员和“豫剧艺术终身成就奖”的殊荣。她被公认为20世纪舞台生命最长的豫剧表演艺术家之一。工旦行，主要代表作有《穆桂英挂帅》、《花打朝》、《花枪缘》等。
马金凤以高亢、清脆、甜美、朴实的唱腔风格而形成的豫剧旦行被称为“马派”。曾任商丘、洛阳豫剧团团长，中国戏剧家协会理事，中国剧协河南分会副主席，并享受国务院特殊津贴。马金凤年逾90岁时还会出现在豫剧舞台上。
2022年5月29日，马金凤因心力衰竭在青岛市病逝，享年99周岁。

## 生平

### 民国时期
马金凤原姓崔，小名金妮，1922年出生在山东曹县一个艺人家里。其父崔合利是当时颇负盛名而又穷困潦倒的艺人，她6岁随父学唱河北梆子。7岁便登台演唱，与父同台演出了《三义记》、《刘二姐赶会》、崭露头角，被誉为“七岁红”，早期艺名“花蛾子”。1930年马金凤到河南开封拜豫剧名角马双枝为师，改唱豫剧。9岁时曾被卖入开封卢殿元戏班，更名为卢金凤。被赎出后随继父姓，改名为马金凤。14岁正式登台演出，经常上演的剧目有《老征东》、《罗焕跪楼》、《三娘教子》、《对花枪》等。1939年，17岁的马金凤到密县太乙新班演戏，曾向燕长庚、翟彦身学唱豫西调。 

### 共和国时期
1950年马金凤在安徽省界首成立中原豫剧团，后转为河南省商丘专区人民豫剧团。1954年并入商丘专区实验豫剧一团（洛阳市豫剧团的前身）。马金凤与剧作家宋词合作，对《老征东》进行整理，易名为《穆桂英挂帅》。1953年在上海公演《穆桂英挂帅》时，与前來观戏的京剧大师梅兰芳做了艺术交流。梅兰芳惊叹她的好嗓子，便打算对马金凤进行培养，并送给马金凤一顶凤冠，收她为徒。手把手教马金凤化妆，走台步，练水袖。梅兰芳随之把《穆桂英挂帅》引入京剧。
1956年马金凤进京演出，轰动首都剧坛，被誉为“真国色”的“洛阳牡丹”。1958年中央工作会议在郑州召开时，毛泽东、周恩来、刘少奇、朱德等人观看了《穆桂英挂帅》。 
1959年，作为祝贺中华人民共和国成立10周年献礼的梅兰芳京剧《穆桂英挂帅》（徐兰沅音乐指导，姜凤山唱腔設計，庚金群打鼓）便自她的豫剧版移植。
自1956年以来，马金凤曾先后四次率领洛阳市豫剧团进京演出，受到高度评价。作家老舍看过她的演出后，曾欣然赠诗赞美：“大众喜颜开，洛阳金凤来，打朝嘲笑谑，挂帅夺风雷。歌舞全能手，悲欢百练材。长安春月夜，鼓板绽红梅。”
2011年她与张岫云共同获得豫剧艺术终身成就奖。